# Campeonato de Clubes de Oceanía 2005
El Campeonato de Clubes de Oceanía 2005 fue la cuarta edición del máximo torneo continental de Oceanía. Se jugó entre el 10 de febrero y el 10 de junio en Papeete, capital de la Polinesia Francesa, a excepción de la fase preliminar, y participaron 8 equipos, 13 contando fases previas, representantes de cada una de las asociaciones que en aquel entonces componían la OFC.
El torneo había sido programado originalmente para ser disputado en Honiara, Islas Salomón en 2002, pero debido a que la Copa Mundial de Clubes de la FIFA de ese año no tuvo lugar, la edición fue cancelada. Con la reanudación del torneo internacional, el máximo organismo futbolístico mundial exigió a Oceanía un equipo que representara a la región, por lo que volvió a tener lugar un campeonato continental.
El Sydney australiano derrotó 2-0 al Magenta neocaledonio en la final, obteniendo así el cuarto título consecutivo para clubes de Australia. Sin embargo, como la Federación de Fútbol de Australia abandonó la OFC a principios de 2006, esta fue la última edición en la que participó un club de dicho país.

## Equipos participantes
| País                                      | Equipo/s          | Vía de clasificación                                                                                 |
| ----------------------------------------- | ----------------- | --- |
| Tahití 2 cupos                            | Manu Ura Pirae    | Campeón de la Primera División de Tahití 2003-04 Subcampeón de la Primera División de Tahití 2003-04 |
| Australia 1 cupo                          | Sydney            | Ganador del torneo clasificatorio de la A-League 2005                                                |
| Fiyi 1 cupo fase preliminar               | Ba Electric       | Campeón de la Liga Nacional de Fiyi 2004                                                             |
| Islas Cook 1 cupo fase preliminar         | Nikao Sokattack   | Campeón de la Primera División de las Islas Cook 2004                                                |
| Islas Salomón 1 cupo fase preliminar      | Makuru            | Campeón de la Liga de Honiara 2004                                                                   |
| Nueva Zelanda 1 cupo fase preliminar      | Auckland City     | Campeón del Campeonato de Nueva Zelanda 2004-05                                                      |
| Nueva Caledonia 1 cupo fase preliminar    | Magenta           | Campeón de la Superliga de Nueva Caledonia 2004                                                      |
| Papúa Nueva Guinea 1 cupo fase preliminar | Sobou             | Campeón de la National League 2004                                                                   |
| Samoa 1 cupo fase preliminar              | Tuanaimato Breeze | Campeón de la Liga Nacional de Samoa 2004                                                            |
| Samoa Americana 1 cupo fase preliminar    | Manumea           | Campeón de la Liga de Fútbol FFAS 2003                                                               |
| Tonga 1 cupo fase preliminar              | Lotoha'apai       | Campeón de la Primera División de Tonga 2004                                                         |
| Vanuatu 1 cupo fase preliminar            | Tafea             | Campeón de la Primera División de Vanuatu 2004                                                       |

## Fase preliminar
| 10 de febrero de 2005                                                                                                 | Manumea | w/o | Auckland City | -, Pago Pago |  |
| |         |     |               | Árbitro(s):  |  |
| La Confederación de Fútbol de Oceanía descalificó al Manumea, por lo que el Auckland City avanzó a la fase de grupos. |         |     |               |              |  |

| 10 de febrero de 2005 | Nikao Sokattack | 0:4 (0:3) | Magenta                      | -, Auckland |  |
|                       |                 |           | Hmaé 38' 41' 45' · Jules 62' |             |  |

| 12 de febrero de 2005 | Nikao Sokattack   | 1:5 | Magenta                | -, Auckland |  |
|                       | Willis 45' (pen.) |     | Sinedo · Kaudre · Hmaé |             |  |

| 4 de marzo de 2005 | Sobou | 5:0 | Tuanaimato Breeze | -, Lae |  |

| 6 de marzo de 2005 | Sobou | 2:0 | Tuanaimato Breeze | -, Lae |  |

| 21 de marzo de 2005 | Lotoha'apai | 1:2 | Tafea | -, Nukualofa |  |

| 21 de marzo de 2005 | Lotoha'apai | 0:5 | Tafea                       | -, Nukualofa |  |
|                     |             |     | Obed · Poida · Garae · Nako |              |  |

| 2 de abril de 2005 | Ba Electric | 1:4 | Makuru | Govind Park, Ba |  |

| 2 de abril de 2005 | Ba Electric | 1:4 | Makuru              | Govind Park, Ba |  |
|                    | Masi pen.'  |     | Maemae pen.' · Suri |                 |  |

## Fase de grupos

### Grupo A
| Equipo        | J | G | E | P | GF | GC | GD  | Pts |
| ------------- | - | - | - | - | -- | -- | --- | --- |
| Sydney FC     | 3 | 3 | 0 | 0 | 18 | 4  | +14 | 9   |
| AS Pirae      | 3 | 2 | 0 | 1 | 6  | 7  | -1  | 6   |
| Auckland City | 3 | 1 | 0 | 2 | 8  | 5  | +3  | 3   |
| Sobou         | 3 | 0 | 0 | 3 | 4  | 20 | -16 | 0   |

| 31 de mayo de 2005 | Sydney                                  | 3:2 (1:1) | Auckland City          | Estadio Pater Te Hono Nui, Papeete |                               |
|                    | Ceccoli 32' · Packer 47' · Corica 90+3' |           | Seaman 37' · Smith 78' | Asistencia: 4000 espectadores      | Asistencia: 4000 espectadores |

| 31 de mayo de 2005 | Sobou      | 1:5 (0:4) | Pirae                                 | Estadio Pater Te Hono Nui, Papeete |  |
|                    | Kassam 87' |           | Bennett 9' 35' 49' · Zaveroni 14' 28' |                                    |  |

| 2 de junio de 2005 | Pirae       | 1:0 (0:0) | Auckland City | Estadio Pater Te Hono Nui, Papeete |  |
|                    | Bennett 50' |           |               |                                    |  |

| 2 de junio de 2005 | Sobou                 | 2:9 (0:6) | Sydney                                                                           | Estadio Pater Te Hono Nui, Papeete |                               |
|                    | Wate 57' · Daniel 90' |           | Fyfe 5' · Petrovski 14' 43' 71' · Zdrilic 19' 40' 42' · Brodie 79' · Salazar 82' | Asistencia: 3000 espectadores      | Asistencia: 3000 espectadores |

| 4 de junio de 2005 | Sydney                                                 | 6:0 (5:0) | Pirae | Estadio Pater Te Hono Nui, Papeete |                               |
|                    | Zdrilic 11' 25' 35' 39' · Buonavoglia 43' · Carney 85' |           |       | Asistencia: 1500 espectadores      | Asistencia: 1500 espectadores |

| 5 de junio de 2005 | Auckland City                                                           | 6:1 (5:1) | Sobou    | Estadio Pater Te Hono Nui, Papeete |  |
|                    | Mulrooney 6' 30' · Urlovic 13' · Coombes 13' · Uhlmann 21' · McIvor 87' |           | Deno 45' |                                    |  |

### Grupo B
| Equipo      | J | G | E | P | GF | GC | GD | Pts |
| ----------- | - | - | - | - | -- | -- | -- | --- |
| AS Magenta  | 3 | 2 | 1 | 0 | 10 | 2  | +8 | 7   |
| Tafea       | 3 | 2 | 1 | 0 | 6  | 3  | +3 | 7   |
| Makuru      | 3 | 1 | 0 | 2 | 4  | 9  | -5 | 3   |
| AS Manu Ura | 3 | 0 | 0 | 3 | 2  | 8  | -6 | 0   |

| 1 de junio de 2005 | Tafea                                     | 3:2 (2:0) | Makuru                       | Estadio Pater Te Hono Nui, Papeete |  |
|                    | Poida 4' · Obed 18' (pen.) · Naprapol 56' |           | Suri 54' · Maemae 79' (pen.) |                                    |  |

| 1 de junio de 2005 | Magenta                                     | 4:1 (2:0) | Manu Ura  | Estadio Pater Te Hono Nui, Papeete |  |
|                    | Watrone 32' 56' · Wajoka 43' · Poatinda 62' |           | Diake 46' |                                    |  |

| 3 de junio de 2005 | Magenta     | 1:1 (1:1) | Tafea        | Estadio Pater Te Hono Nui, Papeete |  |
|                    | Watrone 39' |           | Naprapol 13' |                                    |  |

| 3 de junio de 2005 | Manu Ura         | 1:2 (1:1) | Makuru                 | Estadio Pater Te Hono Nui, Papeete |  |
|                    | Maemae 6' (a.g.) |           | Lee-Tham 4' · Afia 66' |                                    |  |

| 5 de junio de 2005 | Manu Ura | 0:2 (0:1) | Tafea                    | Estadio Pater Te Hono Nui, Papeete |  |
|                    |          |           | Qorig 18' · Naprapol 54' |                                    |  |

| 5 de junio de 2005 | Makuru | 0:5 (0:1) | Magenta                                           | Estadio Pater Te Hono Nui, Papeete |  |
|                    |        |           | Hmaé 33' 62' 81' · Elmour 76' (pen.) · Kaudre 81' |                                    |  |

## Fase final

### Semifinales
| 7 de junio de 2005 | Sydney                                                                        | 6:0 (3:0) | Tafea | Estadio Pater Te Hono Nui, Papeete |  |
|                    | Petrovski 26' · Zdrilic 39' · Talay 44' (pen.) · Corica 65' 90' · Salazar 87' |           |       |                                    |  |

| 7 de junio de 2005 | Magenta                                    | 4:1 (1:1) | Pirae               | Estadio Pater Te Hono Nui, Papeete |  |
|                    | Elmour 45' · Sinedo 61' · Kaudre 90' 90+1' |           | Wadriako 17' (a.g.) |                                    |  |

### Tercer puesto
| 10 de junio de 2005 | Pirae       | 1:3 (0:1) | Tafea                      | Estadio Pater Te Hono Nui, Papeete |  |
|                     | Bennett 74' |           | Poida 30' · Mermer 48' 69' |                                    |  |

### Final
| 10 de junio de 2005 | Sydney                    | 2:0 (1:0) | Magenta | Estadio Pater Te Hono Nui, Papeete                 |                                                    |
|                     | Bingley 16' · Zdrilic 59' |           |         | Asistencia: 4000 espectadores Árbitro(s): Neil Fox | Asistencia: 4000 espectadores Árbitro(s): Neil Fox |

| Bandera de Australia     |
| Campeón Sydney 1º título |

## Estadísticas

### Goleadores
| Jugador         | Equipo | Goles |
| --------------- | ------ | ----- |
| David Zdrilic   | Sydney | 9     |
| Naea Bennett    | Pirae  | 4     |
| Sasho Petrovski | Sydney | 4     |

### Tabla acumulada
| Equipo | Equipo        | Pts | PJ | PG | PE | PP | GF | GC | Dif | Rend  |
| ------ | ------------- | --- | -- | -- | -- | -- | -- | -- | --- | ----- |
| 1      | Sydney        | 15  | 5  | 5  | 0  | 0  | 26 | 4  | 22  | 100%  |
| 2      | Magenta       | 10  | 5  | 3  | 1  | 1  | 14 | 5  | 9   | 66,6% |
| 3      | Tafea         | 10  | 5  | 3  | 1  | 1  | 9  | 10 | -1  | 66,6% |
| 4      | Pirae         | 6   | 5  | 2  | 0  | 3  | 8  | 14 | -6  | 40%   |
| 5      | Auckland City | 3   | 3  | 1  | 0  | 2  | 8  | 5  | 3   | 33,3% |
| 6      | Makuru        | 3   | 3  | 1  | 0  | 2  | 4  | 9  | -5  | 33,3% |
| 7      | Manu Ura      | 0   | 3  | 0  | 0  | 3  | 2  | 8  | -6  | 0%    |
| 8      | Sobou         | 0   | 3  | 0  | 0  | 3  | 4  | 20 | -16 | 0%    |